# Điện Mặt Trời Bình An
Điện Mặt Trời Bình An là nhà máy điện Mặt Trời xây dựng trên vùng đất xã Bình An huyện Bắc Bình tỉnh Bình Thuận.
Điện Mặt Trời Bình An có công suất lắp máy 42,5 MW (50 MWp), diện tích công tác 58,88 ha, khởi công tháng 10 năm 2018, hoàn thành tháng 6 năm 2019.